# Kerrin Gräfin von Schwerin
Kerrin Gräfin von Schwerin von Schwanenfeld, geborene Dittmer (* 27. September 1941 in Husum), ist eine deutsche Historikerin und Privatdozentin mit Schwerpunkt Geschichte Südasiens.

## Familie
Kerrin Dittmer war das jüngste von drei Kindern von Ernst Dittmer (1911–1982), einem promovierten Geologen, und seiner Ehefrau Inge, geborene Balzer (1913–2001), einer Schulrätin und Realschuldirektorin. Kerrin Dittmer wuchs auf in Husum, Ratzeburg und Mölln.

## Leben
1961 bestand sie das Abitur an der Lauenburgischen Gelehrtenschule in Ratzeburg und studierte anschließend Geschichte in Berlin, Minneapolis und Heidelberg. In Minneapolis verlagerte sie ihren Studienschwerpunkt von britischer auf südasiatische Geschichte bei dem Professor Burton Stein (1926–1996) und erlangte  den Grad Magister Artium in Geschichte.
Danach ging sie für zwei Jahre nach Indien und promovierte 1972 am Südasien-Institut in Heidelberg mit der Arbeit „Die Indischen Muslims und die Hindi-Urdu-Kontroverse in den United Provinces“. 1977 habilitierte sie sich in Heidelberg mit ihrer Arbeit „Indirekte Herrschaft und Reformpolitik im indischen Fürstenstaat Hyderabad 1853–1911“. Sie lehrte an den Universitäten Heidelberg, Stuttgart, der Humboldt wie der Freien Universität Berlin.
1975 heiratete sie Detlef Graf von Schwerin von Schwanenfeld, promovierter Historiker und Polizeipräsident im Ruhestand. Das Ehepaar hat zwei Söhne und lebt in Berlin sowie in der Uckermark. Nach ihrer Heirat publizierte sie unter ihrem Namen Gräfin von Schwerin.

## Bücher
- Kerrin Dittmer, Die Indischen Muslims und die Hindi-Urdu-Kontroverse in den United Provinces, Wiesbaden 1972, ISBN 3-447-01474-1.
- Kerrin Gräfin Schwerin/Heinz Ahrens (Hrsg.), Aspekte sozialer Ungleichheit in Südasien, Wiesbaden 1975, ISBN 3-515-02096-9
- Kerrin Gräfin Schwerin et al. (Hrsg.), Zeiten und Menschen; Politik, Gesellschaft, Wirtschaft von 1919–1945. Ausgabe K – Bd 4/I, Stuttgart 1982, ISBN 3-506-34711-X
- Indirekte Herrschaft und Reformpolitik im indischen Fürstenstaat Hyderabad 1853–1911, Wiesbaden 1980, ISBN 3-515-03065-4.
- Indien, Aktuelle Länderkunde, München 2. Auflg. 1996, ISBN 3-406-32968-3
- Frauen im Krieg. Briefe, Dokumente, Aufzeichnungen, Berlin 1999, ISBN 3-875-84689-3.
- Die Uckermark zwischen Krieg und Frieden 1648–1949, Berlin 2005, ISBN 3-866-50630-9.
- Wilhelmstr. 63, Schicksalsjahre einer preußischen Familie, Berlin 2008, ISBN 3-866-50632-5.
- Wissen und Kontrolle, Das große Spiel in Asien im 19. Jahrhundert, Frankfurt 2012, ISBN 3-631-63587-7.
- Shakti, Heidelberg 2013, ISBN 3-937-60381-6.
- Otto von Schwerin, Oberpräsident und Vertrauter des Großen Kurfürsten, Berlin 2016, ISBN 3-945-25642-9.

## Ausgewählte Artikel
- Kerrin Dittmer, Linguistic Provinces and the language policy of the Indian National Congress in: South Asian Studies, New Delhi 1968
- Kerrin Dittmer, Urdu University and Maulvi Abdul Haq in: Inderdiscipline, Vol 6, 1969
- The Hindi-Urdu Controvery in: The Indian Journal of Politics, 6,1,1972
- Zur Geschichte der Parteien Pakistans in: Internationales Asienforum, Heft 2, 1973
- Heiligenverehrung im indischen Islam. Die Legende des Märtyrers Salar Masud Gazi in: Zeitschrift der deutschen Morgenländischen Gesellschaft 126,1976, S. 319–335
- Illness and popular Islam. in: South Asia Digest of Regional Writings, S. 62–69, 8/1979
- Rāna-Herrschaft und Paläste im Kathmandu-Tal (1846–1951) in: Saeculum Bd. 44, S. 243 ff, 1993
- Die Südasienwissenschaften in der DDR – Eine Bilanz, Berlin-Brandenburgische Akademie der Wissenschaften 1998
- Heimatfront. Kriegsalltag in Deutschland 1939-1945. „Familie“, S. 108–141. Nicolai-Verlag 1999.
- Besuche am Grab eines Märtyrers. in: Toḥfa-e-Dil, Festschrift für Helmut Nespital. Reinbek 2003.
- The Cow-Saving Muslim Saint: Elite and Folk Representations of a Tomb Cult in Oudh (Uttar Pradesh). in: Living together separately. Cultural India in History and Politics. Hg. Mushirul Hasan und Asim Roy. Oxford University Press, New Delhi 2005, S. 172–193.
- Alexander von Humboldts Asienpläne und die Engländer. Die Brüder Schlagintweit in Indien (1853-1856), S. 111–162. In: Zwischen Zettelkasten und Internet. Ein Feststrauß für Susanne Koppel. Zum 31. Oktober 2005
- Redefining Urdu-Politics in India. The Wardha Scheme of Basic Education. Hg. Ather Farouqui, Oxford University Press New Delhi 2006
- Journeys and Dwellings Indian Ocean Themes: Daff Music of Yemeni Habshi in Hyderabad. Orient Longman Hyderabad 2008

| Personendaten    | Personendaten                                                                                    |
| ---------------- | ------------------------------------------------------------------------------------------------ |
| NAME             | Schwerin, Kerrin Gräfin von                                                                      |
| ALTERNATIVNAMEN  | Schwerin von Schwanenfeld, Kerrin Gräfin von (vollständiger Name); Dittmer, Kerrin (Geburtsname) |
| KURZBESCHREIBUNG | deutsche Historikerin                                                                            |
| GEBURTSDATUM     | 27. September 1941                                                                               |
| GEBURTSORT       | Husum                                                                                            |